# یک‌دار
یک‌دار (به لاتین: Yekdar) یک منطقه مسکونی در جمهوری آذربایجان است که در شهرستان قوبا واقع شده است. یک‌دار ۱۸۲ نفر جمعیت دارد.

### ریشه واژه
یک در زبان تاتی قفقاز همان عدد یک و دار به‌معنی زمین بزرگ و وسیع است.